# Sang de cordon
 (novembre 2019).
Si vous disposez d'ouvrages ou d'articles de référence ou si vous connaissez des sites web de qualité traitant du thème abordé ici, merci de compléter l'article en donnant les références utiles à sa vérifiabilité et en les liant à la section « Notes et références ».
Le sang de cordon  (ou sang placentaire) est le sang contenu dans le placenta et le cordon ombilical des mammifères. Autrefois considéré comme un déchet opératoire, il présente aujourd'hui un intérêt en médecine régénérative. 
Le sang de cordon contient :
- des cellules souches hématopoïétiques (CSH), qui sont des cellules sanguines, et qui ne sont pas considérées comme des cellules souches embryonnaires, ce qui du point de vue de l'éthique médicale et de la règlementation leur confère un statut plus ouvert que s'il s'agissait de cellules de l'embryon lui-même ;
- des cellules souches mésenchiques (CSM), qui sont des cellules tissulaires ;

Ces cellules sont proches de celles qu'on trouve dans la moelle osseuse, et ont été utilisés avec succès dans certaines maladies dégénératives de la moelle.
Pour le droit français, le sang de cordon est un tissu humain, en tant qu'appartenant à la catégorie des tissus définis comme « toute partie constitutive du corps humain constituée de cellules », et il devrait donc aussi en droit européen répondre à la Directive 2004/23 relative aux tissus et cellules humains.

## Toxicologie,écotoxicologie
Ce sang est parfois analysé pour fournir des indices de contamination intra-utérine par certains polluants tels que métaux lourds (et plomb en particulier), ETM (éléments trace métallique), pesticides, organochlorés, etc. Une analyse plus fine et systématique de la qualité de ces sang, associées à leur provenance pourrait aussi avoir un intérêt médical et éco-épidémiologique, notamment dans le domaine de la santé environnementale. Il ne semble pas envisagé à ce jour.

## Collecte à fins thérapeutique ou de recherche
Le sang de cordon de la souris a été un des premiers utilisés pour effectuer des recherches sur ses composantes et ses bénéfices. En 1987, l'équipe du professeur Éliane Gluckman réussissait la première greffe mondiale de sang de cordon chez l'humain, guérissant un enfant atteint d'anémie de Fanconi. Depuis, le sang du cordon est collecté après la naissance de nombreux enfants dans un nombre croissant de pays. 
Il est prélevé et analysé pour quantifier le nombre de globules blancs et de cellules souches qu'il contient. S'il répond à certaines conditions (variables selon les pays et les évolutions de la législation), ce sang de cordon est conservé pour utiliser les cellules-souches qu'il contient. En France environ 30 % des cordons répondent à ces critères et sont conservés. Les parents peuvent faire don du sang de cordon à une banque publique de sang placentaire, afin qu'il puisse être utilisé pour sauver la vie d'un enfant ou d'un adulte principalement dans certains cas de cancers. 
Dans certains pays, il peut aussi être mis dans une banque privée (pour une utilisation personnelle future), la banque privée offrant à la famille, contre une somme d'argent, de congeler et stocker le cordon de leur enfant. Ces banques ne sont pas autorisées en France, même si une proposition de loi a évoqué cette possibilité et provoqué de fortes controverses, notamment autour des enjeux suivants :
- aspects non éthiques du trafic du vivant ou de cellules humaines
- risques de dérives liées aux coûts de conservation
- forts doutes sur l'intérêt médical de greffe autologue dans le cas des maladies qu'on veut ici soigner, car

1. la probabilité d'utiliser ce sang de cordon dans la famille donneuse est de moins de 0,04 % ;
2. il faut souvent pour ce type de greffe deux cordons pour obtenir une quantité utile de cellules
3. si aucun expert du monde médical ne conteste l'intérêt de la greffe allogénique qui apporte à un malade des éléments du système immunitaire d'un donneur sain, le greffon autologue de sang de cordon est généralement considéré comme a priori inutile, voire dangereux pour le receveur. 
Par exemple, en cas de leucémie, des cellules malades peuvent être réinoculées au receveur, et on sait que nombre de leucémies sont initiées avant la naissance[3].

En réaction à une proposition de loi du député Damien Meslot visant à implanter en France des banques privées de sang placentaire (attendu qu'il existait alors en 2009 l'Établissement français du sang, anciennement Agence française du sang; cinq banques publiques de sang placentaire et que l'ouverture de trois autres étaient prévues pour 2010), l'Agence de la biomédecine a affirmé qu'il n'existait aucune justification scientifique à la greffe autologue. 
En réaction, une autre proposition de loi a été déposée puis votée le 7 juillet 2011, se prononçant notamment contre la privatisation du don.

## Les acteurs de la collecte
- Les premiers acteurs de cette collecte sont les maternités associées aux programmes de collecte[4] et le réseau français de sang placentaire[5].
- La collecte et les utilisations émergentes de ce sang ont généré en 1995 la création d'Eurocord, association créée le Pr. Éliane Gluckman dans le but d'assurer la gestion et le suivi de l’ensemble des greffes de sang de cordon à l'échelle mondiale, ainsi que pour valider les données cliniques susceptibles d'être collectées ce faisant.
- Parallèlement, le secteur privé a développé une fondation, Netcord, à but non lucratif, proposant un ensemble de critères de qualité du stockage du sang de cordon, imposés en 2009 à 336 banques dans le monde[6], critères moins exigeants que ceux retenus par la France (volume supérieur à 70 mL et plus de 2.106 cellules souches dans ce volume).
- En Europe, le leader du secteur privé de la cryogénisation de sang et de tissu de cordon est Cryo-Save.

### Banques publiques ou privées?
- Elles coexistent dans quelques pays où la loi n'impose pas de statut public ou privé à ces banques, se contentant d'exiger une simple autorisation administrative. En 2008, l'Allemagne, le Danemark, les Pays-Bas, la Pologne, le Royaume-Uni, le Canada et les États-Unis en font partie.  Les banques publiques n'achètent pas le sang, et si un particulier veut conserver ce sang pour le futur de son enfant, il doit verser entre 2 000 $ et 3 000 $ pour l'inscription et le recueil du sang, puis de 100 $ à 200 $ par an pour sa conservation (ordre de grandeur valable en 2008).
- D'autres pays, entre autres la Belgique, l'Espagne et l'Italie, interdisaient les banques privées, mais ont récemment assoupli leur règlementation ou sont en train de le faire.
- En France, à ce jour seules les banques publiques de sang placentaire sont autorisées[7]. L'Agence française du sang (devenue l'Établissement français du sang le 1er janvier 2000) avec l'Établissement français des greffes, (devenu l'Agence de la biomédecine le 10 mai 2005), ont créé le réseau français de sang placentaire, une association à but non lucratif, en 1999 pour gérer ces questions. Selon le sénat, en 2008, la France disposait d'environ 6 000 unités de sang placentaire cryogénisées, alors que certains experts estiment que 50 000 seraient idéalement nécessaire pour couvrir les besoins et ne pas devoir régulièrement importer des greffons (à un prix de 15 000 à 25 000 € l'unité, et il en faut parfois deux pour un malade), ce pourquoi les autorités médicales ont planifié d'augmenter la collecte et le nombre de maternités partenaires, visant 10 000 unités de sang placentaire avant fin 2010.
Le don de cordon est en France bénévole, anonyme et gratuit. Les greffons stockés sont inscrits dans le registre national « France Greffe de Moelle », géré par l'Agence de la biomédecine. Ce sang est à la disposition des hôpitaux ou des cliniques pour des greffes allogéniques. Les greffes autologues ne sont pas explicitement interdites, mais outre qu'elles pourraient être dangereuses, « aucun établissement n'a demandé d'agrément en vue d'une telle activité »[7].

## Propriétés
La principale catégorie de cellules souches contenue dans le sang du cordon est appelée hématopoïétique. Ces cellules souches dites "mères" sont également présentes dans la moelle osseuse. Elles fournissent au système sanguin tous les globules rouges, les plaquettes et les globules blancs nécessaires à la vie. Lors d'une transplantation de cellules souches anciennement nommée transplantation de moelle osseuse, une compatibilité entre le donneur et le receveur est nécessaire au succès de celle-ci. Les parents sont compatibles à 50 % avec leurs enfants puisque chaque parent donne la moitié de son code génétique à l'enfant. Entre frères et sœurs de même parents, la probabilité de compatibilité n'est que de 25 % soit un enfant sur quatre.[Interprétation personnelle ?]

## Prélèvement, stockage et coûts
Chez l'humain, le sang du cordon ombilical et du placenta est recueilli après que le cordon a été sectionné du nouveau-né. Le sang peut être collecté alors que le placenta est encore dans l'utérus, (méthode dite in utero) ou après que le placenta a été expulsé de l'utérus (méthode dite appelée ex utero). Lorsque collecté ex utero, le placenta est placé sur un champ stérile permettant de laisser pendre le cordon ombilical. Après désinfection, une aiguille connectée à un sac est insérée dans la veine du cordon. Le sang de cordon est recueilli par gravité dans un dispositif de collecte similaire à celui utilisé lors de don de sang. La collecte moyenne est de 75 mL (10 mL à 250 mL). Lors d'un accouchement traditionnel, la collecte par gravité in utero avoisine plutôt les 50 mL, mais un nouvel outil de prélèvement permettra très prochainement (2e semestre 2011) de dépasser les 100mL en moins de 5 minutes au lieu de 20 actuellement.
La banque publique de sang de cordon analyse ensuite ce sang pour y détecter d'éventuels agents infectieux, et son « type tissulaire » est déterminé. Dans la plupart des banques publiques, le sang de cordon est traité afin d'en ôter les globules rouges, avant d'être stocké dans l'azote liquide pour utilisation ultérieure. 
Différentes méthodes permettent de préserver les cellules souches hématopoïétiques. Une réduction du volume est faite après avoir centrifugé le sang de cordon. Du plasma et/ou des globules rouges sont enlevés ne laissant qu'une couche dite « leucoplaquettaire » (« buffy coat » pour les anglophones). Certaines banques de sang de cordon n'enlèvent que les globules rouges, d'autres le plasma mais la majorité vont enlever la plus grande partie des globules rouges et du plasma afin de réduire à un volume final de 20 à 25 mL. Afin de préserver les cellules souches pour une période connue d'environ 25 ans, une solution de préservation dite DMSO (pour Dimethylsulfoxide) est ajoutée au produit final avant cryopréservation (conservation par cryogénie à des températures inférieures à −150 °C).
Les unités de sang sont ensuite conservées en congélateurs à l'azote liquide ou à l'azote en phase vapeur.

## Utilisation
Lorsque du sang de cordon cryoconservé est nécessaire, il est décongelé, lavé du cryoprotecteur ou non lavé, et injecté dans une veine du patient.  Ce type de traitement, où les cellules souches sont collectées chez un autre donneur, est appelé traitement allogénique.  Lorsque les cellules sont collectées auprès du même patient sur lequel elles seront utilisées, elles sont appelées autologues et, lorsqu'elles sont collectées auprès d'individus identiques (jumeaux), elles sont appelées syngéniques.  Le transfert xénogénique de cellules (entre différentes espèces) est très peu développé et aurait du potentiel dans la recherche.  Il est principalement utilisé pour la recherche en laboratoire.

## Maladies traitées avec du sang de cordon
Cette section est en travaux
Dès la fin des années 1980, les cellules-souches de sang de cordon ont été utilisées pour traiter les cancers hématologiques. D'autres maladies, telles les maladies génétiques, peuvent probablement être traitées à l'aide des cellules souches provenant du sang de cordon, mais cette probabilité fait partie uniquement d'études préliminaires. Les cancers actuellement traités par des transplantations de cellules souches font partie des catégories des leucémies, des lymphomes et des myélomes. Cela concerne à l'heure actuelle environ 75 maladies, parmi lesquelles :
| A-D | E-L | M-Z |
| --- | --- | --- |
| - Adrénoleucodystrophie - Métaplasie agnogénique myéloïde - Thrombocytopénie amégacaryocytique - Amyloïdose - Anémies : - Anémie aplasique - Anémie de Blackfan-Diamond - Anémie congénitale dysérythropoïétique - Anémie de Cooley (Beta-thalassémie majeure) - Anémie de Fanconi - Anémie réfractaire - Anémie aplasique grave - Drépanocytose - Aspartylglucosaminurie - Cytopénie congénitale - Cancers : - Tumeurs du cerveau - Sarcome d'Ewing - Myélome multiple - Neuroblastome - Carcinome à cellules rénales - Macroglobulinémie de Waldenström - Syndrome de Chediak-Higashi - Microdélétion 22q11 - Dyskératose congénitale | - Syndrome d'Evans - Thrombasthénie de Glanzmann - Maladie de Gunther - Syndrome de Hunter - Syndrome de Hurler - Syndrome de Kostmann - Maladie de Krabbe - Histiocytose des cellules de Langerhans - Syndrome de Lesch-Nyhan - Leucémies : - Leucémie aiguë biphénotypique - Leucémie aiguë lymphocytaire - Leucémie aiguë myéloblastique - Leucémie aiguë non différenciée - Leucémie chronique lymphocytaire - Leucémie chronique myéloblastique - Leucémie chronique myélomonocytaire - Leucémie chronique myéloblastique juvénile - Leucémie juvénile myélomonocytaire - Leucémie à plasmocytes - Leucémie prolymphocytaire - Maladie d'adhésion des lymphocytes - Lymphomes : - Lymphome de Burkitt - Lymphome de Hodgkin - Lymphome non-hodgkinien - Syndrome lymphoprolifératif | - Leucodystrophie métachromatique - Syndrome de Morquio - Sclérose en plaques - Myélokathexis - Déficience en actine des neutrophiles - Syndrome de Nezelof - Maladie de Niemann-Pick - Syndrome d'Omenn - Hémoglobinurie paroxystique nocturne - Maladie de Vaquez - Aplasie pure d'érythrocytes - Dysgénèse réticulaire - Arthrite rhumatoïde - Maladie de Sandhoff - Syndrome de Sanfilippo - Syndrome de Scheie - Syndrome de Shwachman-Diamond - Sialidose - Immunodéficience combinée grave (SCID) - Syndrome de Sly - Lupus érythémateux systémique - Maladie de Tay-Sachs - Thalassémie - Syndrome de Wiskott-Aldrich - Maladie de Wolman (xanthomatose) - Syndrome hyper IgM lié à l'X - Syndrome lymphoprolifératif lié à l'X |